# Guillerna
Guillerna (en euskera y oficialmente Gillerna) es un concejo del municipio de Zuya, en la provincia de Álava, País Vasco (España).

## Etimología
Aparece recogido como Guilierna en documentación de 1257, así como Guillerna en documentación de 1338 del archivo de Simancas. En 1770 vuelve a aparecer recogido como Guilierna en el Libro de Fábrica de Miñano, así como Guillierna en documentación del siglo XVIII.

## Historia
Constituía un lugar de señorío del valle y hermandad de Zuya, rigiéndose con el mismo gobierno y justicia ordinaria común al valle. Eclesiásticamente, en 1802 dependía de la diócesis de Calahorra y de la vicaría de Cuartango, pasando a depender de la diócesis de Vitoria en 1861 al crearse esta.

## Demografía
| Gráfica de evolución demográfica de Guillerna entre 2000 y 2019 |
|                                                                 |
| Población de derecho según los censos de población del INE.     |

## Monumentos
- Iglesia parroquial de Santiago Apóstol. Posee un retablo mayor neoclásico. La torre, derruida en 1914 por un rayo, fue reparada en 1952 por el arquitecto Emilio Apraiz Buesa.[4]

## Fiestas
El concejo celebra sus fiestas en honor a San Fausto, celebrándose por la festividad del Pilar (12 de octubre).